# Baloghia balansae
Baloghia balansae là một loài thực vật có hoa trong họ Đại kích. Loài này được (Baill.) Pax mô tả khoa học đầu tiên năm 1911.